# Arambourgiania
Arambourgiania – rodzaj pterozaura pochodzącego z późnej kredy (mastrycht) z Jordanii. Jego rozpiętość skrzydeł wynosiła aż 12 m, co czyniło go jednym z największych przedstawicieli swego rzędu.
Mierząca 63 cm kość tego zwierzęcia została odnaleziona w Jordanii w 1943 i w latach pięćdziesiątych wysłana do Paryża, gdzie została zbadana przez Camille Arambourg (od tego nazwiska wzięła się nazwa rodzajowa zwierzęcia). Mogła być to kość skrzydła, ale uległą zgubieniu. W 1995 David Martill i Dino Frey ponownie odkryli to stworzenie w jordańskich pokładach. Niedługo później badania odlewu gipsowego kości pokazały, że był to pojedynczy kręg szyjny mierzący 75 cm. Całkowitą długość szyi oszacowano więc na 2 m.

## Synonimy
Pierwotna nazwa tego rodzaju, Titanopteryx, została już wcześniej użyta w stosunku do owada, dlatego też została ona zmieniona na obecną w 1987.